# Kai Aareleid

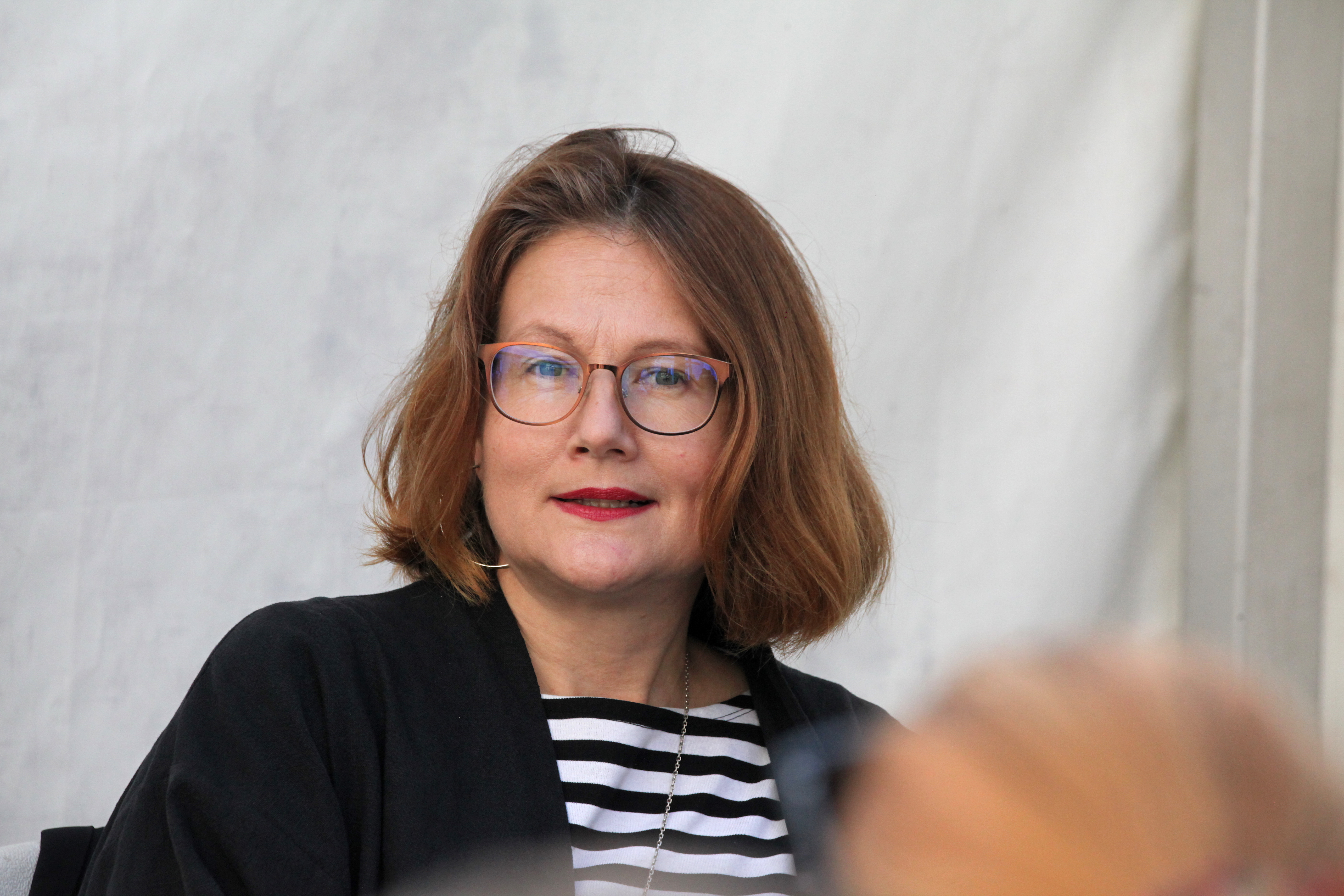
Kai Aareleid (2021)

Kai Aareleid (ur. 26 września 1972 w Tartu) – estońska pisarka, poetka i tłumaczka.  

## Życiorys

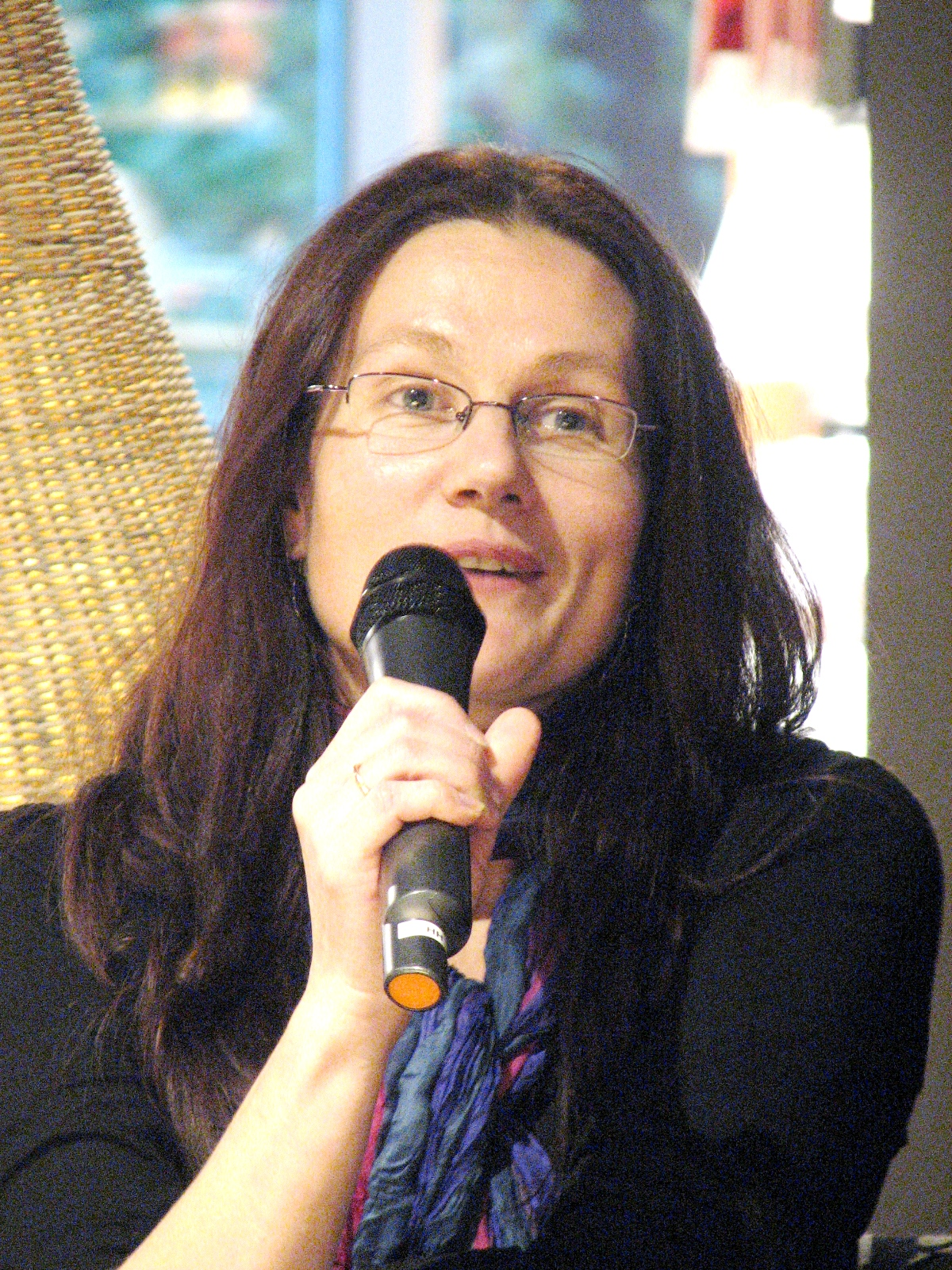
Kai Aareleid, 2010

Kai Aareleid urodziła się 26 września 1972 r. w Tartu, gdzie spędziła pierwsze pięć lat. W latach 1979–1990 uczęszczała do 21 gimnazjum w Tallinnie. W latach 1990–1991 studiowała psychologię na uniwersytecie w Tartu, a następnie w latach 1991–1997 na Taideyliopiston Teatterikorkeakoulu, w Helsinkach. W 1997 r. otrzymała tytuł magistra dramaturgii. W 2001 r. uzyskała także tytuł tłumacza-redaktora na uniwersytecie pedagogicznym w Tallinnie. Od 1996 do 2006 roku pracowała jako asystent administracyjny w biurze British Council w Tallinnie, a od 2012 do 2017 roku jako redaktor magazynu „Loomingu Raamatukogu”.

## Twórczość
Pierwsze opowiadanie Madonna, pojawiło się w czasopiśmie „Looming” w 2003 r. W 2011 r. stała się znana dzięki powieści Vene veri (Rosyjska krew). Bohaterką książki jest żona dyplomaty, mieszkająca z trójką dzieci pod koniec pierwszej dekady tego stulecia w Petersburgu. W świetle ówczesnej sytuacji politycznej - we wrogim środowisku. W Rosji bohaterka konfrontuje się z własną historią rodzinną i rosyjskim pochodzeniem. Powieść spotkała się z pozytywnym przyjęciem od dnia wydania.  W 2013 r. z krótkie opowiadanie Tango otrzymała prestiżową Nagrodę im. Friedeberta Tuglasa. Jest autorką dwóch kolekcji poezji od 2015 r.: Naised teel i Vihm ja vein. Za swoją drugą powieść Linnade põletamine, otrzymała literacką nagrodę roku w 2016 r. W 2018 r. Aareleid opublikowała swój pierwszy zbiór opowiadań Salaelud zawierający historie napisane w latach 2010–2018.
Kai Aareleid przetłumaczyła na estoński dzieła pisarzy z angielskiego, hiszpańskiego, fińskiego, portugalskiego i francuskiego: Jukki Viikilä, Michaela Ignatieffa, Bruce'a Chatwina, Paulo Coelho, Arturo Pérez-Reverte, Carlosa Ruiza Zafóna, Javiera Maríasa, Roberto Bolaño, Enrique Vila-Matas, Jorge Luis Borges, Juan José Millás i Isabel Allende.

## Wybrane dzieła

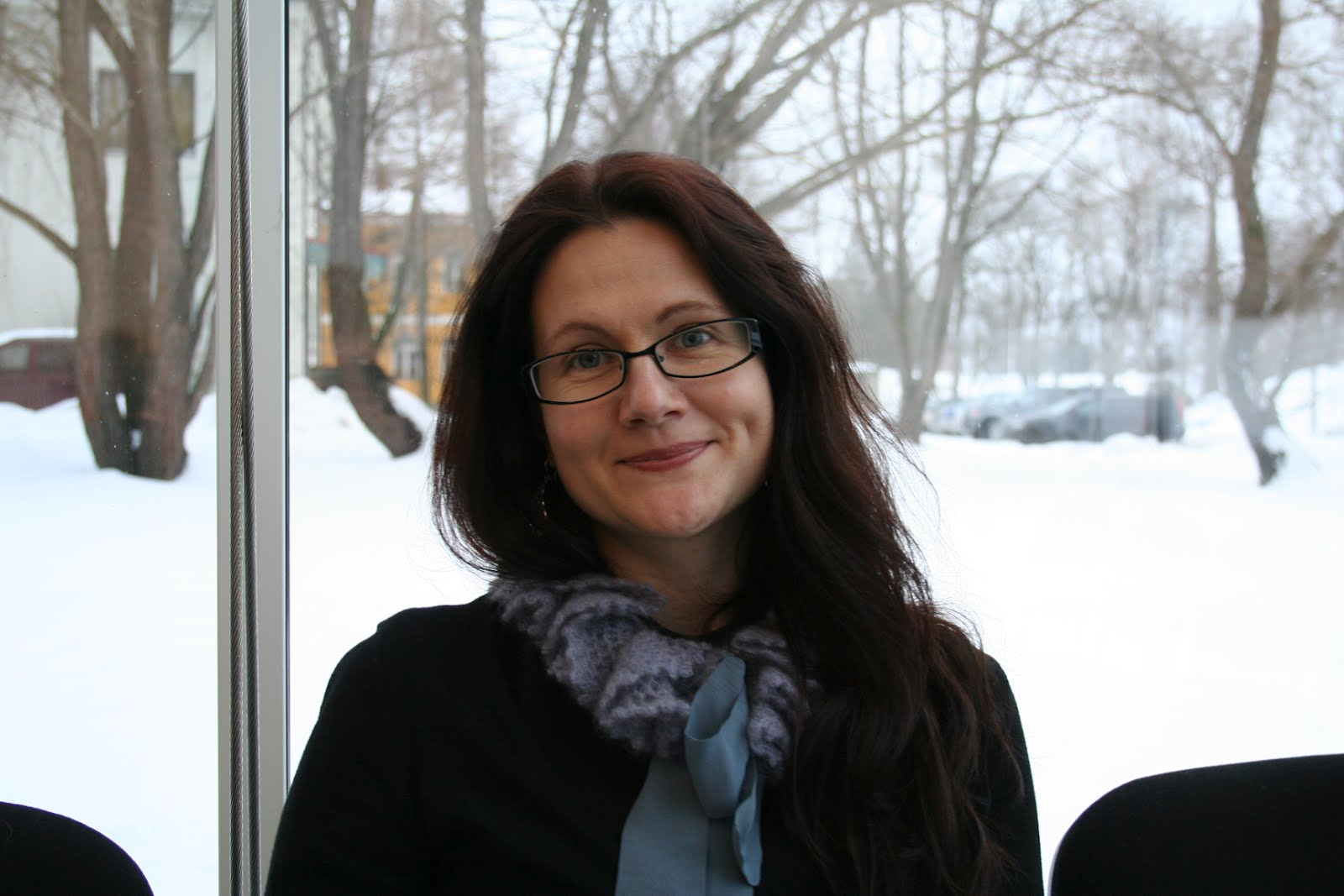
Kai Aareleid, 2012

### Proza
- Vene veri, 2011
- Linnade põletamine, 2016
- Salaelud, 2018

### Poezja
- Naised teel, 2015
- Vihm ja vein, 2015

### Dramat
- Linnade põletamine. Näidend: põhineb samanimelisel romaanil, 2019